# Neumann
Neumann ist ein deutscher Familienname.

## Herkunft und Bedeutung
Der Name bedeutet „der Neue“ oder „der Hinzugezogene“.

## Varianten
Naumann, in seltenen Fällen auch Näumann, ist die mitteldeutsche Variante zu Neumann. Niemann ist die niederdeutsche Variante von Neumann.

## Häufigkeit
Neumann belegt Platz 18 unter den häufigsten Familiennamen in Deutschland.

## Namensträger

### A
- Aaron Neumann (* 1991), kanadischer Biathlet
- Aaron Neumann (Volleyballspieler) (* 2002), deutscher Volleyballspieler
- Abraham Neumann (1873–1942), polnischer Maler
- Achim Neumann (* 1939), deutscher Fluchthelfer
- Achim Neumann (Schauspieler), Schauspieler
- Adam Neumann (* 1979), israelischer Unternehmer
- Adolf Neumann (Kupferstecher) (1825–1884), deutscher Maler, Zeichner und Kupferstecher
- Adolf Neumann (Architekt) (1852–1920), deutscher Architekt und Baumeister
- Adolf Neumann (Maler, 1868) (1868–1942), deutscher Dekorationsmaler
- Adolf Neumann (Verleger) (1878–1953), deutscher Verleger, siehe Rütten & Loening
- Adolf Neumann (Matrose) (1891–nach 1964), deutscher Matrose
- Adolf Neumann (Politiker) (1908–2005), deutscher Politiker (SPD)
- Adolf Neumann-Hofer (1867–1925), deutscher Politiker
- Adolf Wilhelm Neumann (1822–1884), deutscher Pädagoge, Philologe und Theologe
- Adolfine Neumann (1822–1844), deutsche Schauspielerin
- Aenne Neumann, deutsche Dramaturgin, Kuratorin und Theaterleiterin, siehe Aenne Quiñones
- Albin Neumann (1909–1990), österreichischer Zauberkünstler
- Alexander Neumann (Maler) (1831–nach 1868), russischer Maler der Düsseldorfer Schule
- Alexander Neumann (Komponist) (1856–1903), österreichischer Kaufmann und Komponist
- Alexander Neumann (Architekt) (1861–1947), österreichischer Architekt
- Alexander Neumann (Künstler) (* 1957), deutscher Maler, Grafiker und Bildhauer
- Alexander Neumann (Wirtschaftswissenschaftler) (* 1962), deutscher Ingenieur, Wirtschaftswissenschaftler und Hochschullehrer
- Alexis Neumann (1922–1999), deutscher Ingenieur und Hochschullehrer
- Alfred Neumann (Architekt, I), deutscher Architekt
- Alfred Neumann (Germanist) (1858–??), deutscher Lehrer und Germanist
- Alfred Neumann (Politiker, I), deutscher Politiker (Zentrum), MdL Preußen
- Alfred Neumann (Unternehmer) (1882–1938), österreichischer Unternehmer
- Alfred Neumann (Schriftsteller) (1895–1952), deutscher Schriftsteller
- Alfred Neumann (Architekt, 1900) (1900–1968), israelischer Architekt
- Alfred Neumann (Politiker, 1902) (1902–2001), österreichischer Politiker
- Alfred Neumann (Archäologe) (1905–1988), österreichischer Historiker und Archäologe
- Alfred Neumann (Politiker, 1909) (1909–2001), deutscher Politiker (SED), MdV
- Alfred Neumann (Botaniker) (1916–1973), österreichischer Botaniker
- Alfred Bruno Neumann (1927–2010), deutscher Politiker und Sportfunktionär
- Alfredo Neumann Kuschel (1903–2000), chilenischer Tierarzt
- Alli Neumann (* 1995), deutsche Schauspielerin und Sängerin
- Alois Neumann (1852–1914), böhmischer Textilindustrieller
- Amy Neumann-Volmer (* 1957), deutsche Ärztin
- André Neumann (* 1977), deutscher Politiker (CDU)
- Andrea Neumann (Musikerin) (* 1968), deutsche Musikerin und Komponistin
- Andrea Neumann (1969–2020), deutsche Künstlerin
- Andreas Neumann (* 1958), deutscher Schauspieler, Hörspiel- und Synchronsprecher
- Andrew Neumann (* 1958), US-amerikanischer Künstler, Musiker und Filmemacher
- Andy Neumann (* 1975), deutscher Kriminalbeamter und Autor
- Angela Neumann (* 1960), deutsche Schauspielerin
- Angelo Neumann (1838–1910), deutscher Sänger, Regisseur und Theaterintendant
- Anne-Rose Neumann (1935–2016), deutsche Nachrichtensprecherin und Journalistin
- Annett Neumann (* 1970), deutsche Radrennfahrerin
- Anni Neumann (* 1926), deutsche Politikerin (SED)
- Annie Neumann-Hofer (* 1868), deutschsprachige Schriftstellerin, Übersetzerin und Pianistin
- Anton Neumann (1885–1964), österreichischer Politiker
- Arno Neumann (Fußballspieler) (1885–1966), deutscher Fußballspieler
- Arno Neumann (Politiker) (1872–1926), deutscher Politiker (DVP), MdL Thüringen
- Arnold Neumann (1836–1920), deutscher Maler
- Arthur Neumann (1890–1974), deutscher Pilot
- August Neumann (Schauspieler) (1824–1894), deutscher Schauspieler und Komiker
- August Neumann (Holzstecher) (vor 1860–1908), deutscher Holzstecher
- August Neumann (Schachspieler) (Augustin Neumann; 1879–1906), österreichischer Schachspieler
- August Wilhelm von Neumann-Cosel (1786–1865), deutscher General der Infanterie
- Augustin Alois Neumann (1891–1948), österreichisch-tschechischer Priester und Kirchenhistoriker
- Avidan Neumann, deutscher Umweltmediziner und Hochschullehrer
- Axel Neumann (* 1966), deutscher Schauspieler und Maler

### B
- Balthasar Neumann (1687–1753), deutscher Baumeister
- Barbara Neumann (* 1974), österreichische Schauspielerin, siehe Barbara Sotelsek
- Bernd Neumann (Politiker) (* 1942), deutscher Politiker (CDU), MdBB, MdB
- Bernd Neumann (Germanist) (* 1943), deutscher Germanist
- Bernd Neumann (Beamter) (* 1966), deutscher Polizeibeamter und Verfassungsschützer
- Bernhard Neumann (Landrat) (1818–1898), deutscher Jurist und Landrat
- Bernhard Neumann (Chemiker) (1867–1953), deutscher Chemiker
- Bernhard Neumann (Mathematiker) (1909–2002), deutsch-britisch-australischer Mathematiker
- Bernhard Neumann (Theologe) (1928–2018), deutscher Theologe
- Bert Neumann (1960–2015), deutscher Künstler, Bühnenbildner und Kostümbildner
- Bertha Neumann (1893–1944), deutsche Wirtschafts- und Sozialwissenschaftlerin
- Bettina Neumann (* 1967), Schweizer Architektin
- Birgit Neumann (Schwimmerin) (* 1957), deutsche Schwimmerin
- Birgit Neumann (Künstlerin) (* 1957), deutsche Künstlerin
- Birgit Neumann (Anglistin) (* 1974), deutsche Anglistin
- Birgit Neumann-Dietzsch (1956–2011), deutsche Kunsthistorikerin
- Birthe Neumann (* 1947), dänische Schauspielerin
- Bruno Neumann (Reiter) (1883–1943), deutscher General und Vielseitigkeitsreiter
- Bruno Neumann (Politiker) (1886–nach 1928), deutscher Politiker (SPD), MdL Preußen
- Bruno Neumann (Fußballspieler), deutscher Fußballspieler
- Bruno Neumann (Jurist) (1894–1945), deutscher Verwaltungsjurist
- Bruno Satori-Neumann (1886–1943), deutscher Theaterwissenschaftler
- Burkhard Neumann (* 1961), deutscher Theologe

### C
- Camilla Neumann (* 1994), österreichische Basketballspielerin
- Carl Neumann (Schauspieler), deutscher Schauspieler
- Carl Neumann (Buchhändler) (?–1838), deutscher Buchhändler
- Carl Neumann (Komponist) (1822–??), deutscher Komponist und Musiker
- Carl Neumann (Geograph) (1823–1880), deutscher Geograph und Historiker
- Carl Neumann (Maler) (1833–1891), dänischer Marinemaler
- Carl Neumann (Kunsthistoriker) (1860–1934), deutscher Kunsthistoriker und Historiker
- Carl Neumann (Industrieller) (1896–1966), deutscher Textilindustrieller und Verbandspolitiker
- Carl Neumann-Hoditz (1863–1939), deutscher Theaterschauspieler
- Carl Friedrich Neumann (1793–1870), deutscher Orientalist, siehe Karl Friedrich Neumann
- Carl Gottfried Neumann (1832–1925), deutscher Mathematiker
- Carlheinz Neumann (1905–1983), deutscher Ruderer
- Carl Magnus Neumann (* 1944), norwegischer Jazzmusiker
- Carl Samuel Neumann Edler von Buchholt (1722–1782), österreichischer Adliger und Politiker im Banat
- Carl Wilhelm Neumann (1871–1939), deutscher Naturwissenschaftler, Redakteur und Schriftsteller
- Carl Woldemar Neumann (1830–1888), deutscher Lokalhistoriker
- Caspar Neumann (Theologe) (1648–1715), deutscher Pfarrer und Dichter
- Caspar Neumann (Chemiker) (1683–1737), deutscher Chemiker und Apotheker
- Caspar Neumann (Mundartdichter) (1800–1850), deutscher Schuhmachermeister, Kastellan und Mundartdichter
- Charly Neumann (1931–2008), deutscher Gastronom und Fußballmanager
- Christian Neumann (1935–2018), deutscher Kommunalpolitiker (CDU)
- Christiane Becker-Neumann (1778–1797), deutsche Schauspielerin
- Christine Neumann (* 1986), deutsche Politikerin (CDU), MdL Baden-Württemberg
- Christoph Neumann (Politiker) (* 1964), deutscher Politiker, MdB (AfD)
- Christoph Neumann (Autor) (* 1967), deutscher Autor, Journalist und Sprachwissenschaftler
- Christoph K. Neumann (* 1962), deutscher Orientalist
- Claudia Neumann (* 1964), deutsche Sportreporterin
- Claus Neumann (1938–2017), deutscher Kameramann
- Constanze Neumann (* 1973), deutsche Autorin

### D
- Daniel Neumann (Pfarrer) (1717–1783), deutscher Pfarrer
- Daniel Neumann (Funktionär) (* 1973), deutscher Rechtsanwalt, Autor und Direktor des Landesverbandes der Jüdischen Gemeinden in Hessen
- Daniel Neumann (Politiker) (* 1984), deutscher Politiker der Piratenpartei Deutschland
- Daniel Neumann (Eishockeyspieler) (* 2002), deutscher Eishockeyspieler
- David von Neumann (1734–1807), deutscher Generalmajor
- David Neumann (Choreograf) (* 1965), US-amerikanischer Choreograf
- David Neumann (Badminton) (* um 1970), US-amerikanischer Badmintonspieler
- David Ignatz Neumann (1894–1992), österreichisch-israelischer Messerschmied, Politiker und Dichter
- David M. Neumann (* 1965), deutscher Unternehmer und Manager, siehe Neumann Kaffee Gruppe
- Detleff Neumann-Neurode (1879–1945), deutscher Kindermediziner
- Dietrich Neumann (Agrarwissenschaftler) (Dietrich Hermann Franz Neumann; 1922–2002), deutscher Agrarwissenschaftler
- Dietrich Neumann (Architekt, 1929) (1929–2023), deutscher Architekt und Hochschullehrer
- Dietrich Neumann (Zoologe) (1931–2012), deutscher Zoologe
- Dietrich Neumann (Schauspieler) (* 1939), deutscher Schauspieler
- Dietrich Neumann (Architekt, 1956) (* 1956), deutscher Architekt und Architekturhistoriker
- Dirk Neumann (1923–2023), deutscher Jurist und Richter
- Dorothea Dausch-Neumann (1921–2013), deutsche Zahnärztin

### E
- Eberhard Neumann (Biochemiker) (* 1939), deutscher Biochemiker und Biophysiker
- Eberhard Neumann-Redlin von Meding (* 1941), deutscher Gynäkologe, Historiker und Musiker
- Eckhard Neumann (1933–2006), deutscher Designer und Designhistoriker
- Eddy Neumann (* um 1970), Clown, Tänzer und Choreograph
- Edith Neumann (1902–2002), österreichische Chemikerin und Mikrobiologin
- Edith Neumann (Kunsthistorikerin), deutsche Kunsthistorikerin und Autorin in Stuttgart
- Eduard Neumann (1903–1985), deutscher Mediävist
- Eduard Neumann (Jagdflieger) (1911–2004), deutscher Jagdflieger
- Egon Neumann (1894–1948), österreichischer Komponist und Kapellmeister
- Erhard Neumann (1932–2002), US-amerikanischer Radrennfahrer
- Elisabeth Neumann (Filmeditorin) (1905–2003), deutsche Filmeditorin
- Elisabeth Neumann-Viertel (1900–1994), österreichische Schauspielerin
- Elisabeth Heister-Neumann (* 1955), deutsche Politikerin (CDU)
- Elisabeth Noelle-Neumann (1916–2010), deutsche Meinungsforscherin
- Elisabeth Annedore Neumann, Geburtsname von Lisel Mueller (1924–2020), deutsch-US-amerikanische Dichterin
- Elsa Neumann (1872–1902), deutsche Physikerin
- Emil Neumann (Komponist) (1834–1901), deutscher Musiker, Kapellmeister und Komponist
- Emil Neumann (Sänger) (Bliemchen; 1836–1922), deutscher Sänger
- Emil Neumann (Maler) (1842–1903), deutscher Maler
- Emilia Neumann (* 1985), deutsche Bildhauerin
- Eri Neumann (1897–1985), deutsche Schauspielerin
- Erich Neumann (Staatssekretär) (1892–1951), deutscher Politiker (NSDAP)
- Erich Neumann (Interbrigadist) (1900–1942), deutscher Arbeitersportler und Interbrigadist
- Erich Neumann (Mediziner) (1905–1960), deutsch-israelischer Psychoanalytiker
- Erich Neumann (Widerstandskämpfer) (1908–1942), deutscher Widerstandskämpfer
- Erich Neumann (Fußballspieler) (1924–1998), deutscher Fußballspieler
- Erich Peter Neumann (1912–1973), deutscher Journalist
- Ernst Neumann (Mediziner) (1834–1918), deutscher Pathologe und Hämatologe
- Ernst Neumann (Schriftsteller) (Pseudonym Ernst von Altenberg-Steindorf; 1853–1914), deutscher Schriftsteller
- Ernst Neumann (Politiker) (1888–1955), deutscher Politiker (NSDAP)
- Ernst Neumann (Maler) (1907–1956), kanadischer Maler österreichischer Herkunft
- Ernst Neumann-Neander (1871–1954), deutscher Künstler und Erfinder
- Ernst Neumann-Silkow (1901–1980), deutscher Jurist und Ministerialbeamter
- Ernst Günther Neumann (1928–2021), deutscher Maler und Grafiker
- Ernst Richard Neumann (1875–1955), deutscher Mathematiker
- Etta Neumann (1910–1990), österreichische Tennis- und Tischtennisspielerin
- Eugen Neumann (1874–nach 1957), deutscher Lehrer und Heimatforscher
- Eva Neumann (* 1929), ungarisch-britische Holocaustüberlebende
- Eveline Neumann (* 1949), deutsche Politikerin (SPD), Mitglied des Abgeordnetenhauses von Berlin

### F
- Felix Neumann (Architekt) (1860–1942), tschechischer Architekt
- Felix Neumann (Schriftsteller) (1875/1878–??), deutscher Schriftsteller und Bibliothekar
- Felix Neumann (Politiker) (1889–1947), deutscher Parteifunktionär (KPD, NSDAP)
- Felix Neumann (Diplomat) (* 1962), deutscher Diplomat
- Felix Neumann (* 1983), deutscher Musiker, Mitglied von Zweierpasch
- Ferdinand Neumann (1911–1999), deutscher Politiker (CSU)
- Frank Neumann (Seismologe) (1892–1964), Seismologe, Namensgeber der Mercalli-Wood-Neumann-Skala
- Frank Neumann (Komponist) (* 1937), österreichischer Komponist und Musiker
- Frank Neumann (Fußballspieler) (* 1956), deutscher Fußballspieler
- František Neumann (1874–1929), tschechischer Komponist
- Franz Neumann (Herrenmeister) (um 1495–1568), Landvogt der Neumark und Herrenmeister des Johanniterballei Brandenburg
- Franz Neumann (Numismatiker) (1744–1816), österreichischer Numismatiker
- Franz von Neumann der Ältere (1815–1888), österreichischer Architekt
- Franz von Neumann der Jüngere (1844–1905), österreichischer Architekt und Politiker
- Franz Neumann (Politikwissenschaftler) (1900–1954), deutsch-amerikanischer Jurist und Politikwissenschaftler
- Franz Neumann (Politiker) (1904–1974), deutscher Politiker (SPD)
- Franz Neumann (Metallurg) (* 1927), deutscher Gießereitechniker und Hochschullehrer
- Franz Neumann (Politikwissenschaftler, 1935) (1935–2019), deutscher Politikwissenschaftler, Soziologe und Hochschulpräsident
- Franz Ernst Neumann (1798–1895), deutscher Physiker
- Franz Ignaz Michael Neumann (1733–1785), deutscher Ingenieur, Architekt und Baumeister
- Franz-Josef Neumann (* 1955), deutscher Kardiologe
- Franz-Peter Neumann (* 1944), deutscher Fußballspieler
- Franz Xaver Neumann junior (1862–1905), österreichischer Architekt
- Franz Xaver von Neumann-Spallart (1837–1888), österreichischer Volkswirt und Statistiker
- Frederick Neumann (1926–2012), US-amerikanischer Schauspieler
- Friedmund Neumann (1935–2007), deutscher Veterinärmediziner und Endokrinologe
- Friedrich Neumann (Politiker) (1744–1825), deutscher Schlossermeister, Bürgermeister und Politiker
- Friedrich Neumann (Pankow) (1825–1908), Ortsvorsteher in Pankow
- Friedrich Neumann (Architekt) (1875–1939), deutscher Architekt
- Friedrich Neumann (Germanist) (1889–1978), deutscher Literaturwissenschaftler und Historiker
- Friedrich Neumann (Komponist) (1915–1989), österreichischer Komponist und Hochschullehrer
- Friedrich Neumann (Musikpädagoge) (* 1957), deutscher Musikpädagoge und Schulbuchautor
- Friedrich Neumann-Reichardt (1858–1942), deutscher Unternehmer
- Friedrich Gustav Adolf Neumann (1825–1884), deutscher Maler, siehe Adolf Neumann (Kupferstecher)
- Friedrich-Heinrich Neumann (1924–1959), deutscher Musikwissenschaftler
- Friedrich Julius Neumann (1835–1910), deutscher Nationalökonom
- Friedrich-Wilhelm Neumann (General) (1889–1975), deutscher Generalleutnant
- Friedrich Wilhelm Neumann (Slawist) (1899–1979), deutscher Slawist
- Fritz Neumann (Romanist) (1854–1934), deutscher Romanist
- Fritz Neumann (Maler, 1881) (1881–1919), deutscher Maler
- Fritz Neumann (Bildhauer, I), deutscher Bildhauer
- Fritz Neumann (Komponist) (1882–1966), Schweizer Komponist
- Fritz Neumann (Politiker, I), deutscher Politiker (NSDAP), MdL Danzig
- Fritz Neumann (Politiker, II), deutscher Politiker (LDP), MdL Brandenburg
- Fritz Neumann (Leichtathlet), deutscher Geher
- Fritz Neumann (Künstler, 1928) (1928–2014), deutscher Maler, Grafiker und Bildhauer
- Fritz Neumann-Hegenberg (1884–1924), deutscher Maler
- Fritz C. Neumann (1897–1976), deutsch-amerikanischer Pädagoge und Hochschullehrer

### G
- Gabriele Neumann (* 1963), deutsche Sportpsychologin und Basketballspielerin
- Gabrielle von Neumann-Spallart (1851–1930), österreichische Komponistin
- Georg Neumann (Mathematiker) (1634–1679), Mathematiker und Bauingenieur
- Georg Neumann (General) (1846–1914), deutscher Generalleutnant
- Georg Neumann (Unternehmer) (1898–1976), deutscher Unternehmer
- Georg Neumann (Politiker) (1901–1963), deutscher Politiker (SPD)
- Georg Neumann (Künstler) (1934–2003), deutscher Bildhauer und Maler
- Georg Neumann (Sportmediziner) (* 1938), deutscher Sportmediziner
- Georg Paul Neumann (1878–nach 1923), deutscher Militärschriftsteller
- Georges Neumann (1846–1930), französischer Parasitologe
- Gerd Neumann (* 1937), deutscher Wirtschaftshistoriker
- Gerda M. Neumann (* 1953), deutsche Industriedesignerin, siehe Horst F. Neumann und Gerda M. Neumann
- Gerhard Neumann (Maler) (1907–2004), deutscher Maler und Grafiker
- Gerhard Neumann (Ingenieur) (1917–1997), deutsch-amerikanischer Ingenieur
- Gerhard Neumann (Lyriker) (1928–2002), deutscher Lyriker
- Gerhard Neumann (Schriftsteller) (1930–2002), deutscher Schriftsteller
- Gerhard Neumann (Archäologe) (1931–2000), deutscher Archäologe
- Gerhard Neumann (Germanist) (1934–2017), deutscher Germanist
- Gerhard Neumann (Politiker) (* 1939), deutscher Politiker (SPD)
- Gerhard Neumann (Informatiker) (* 1981), Informatiker
- Gerhard E. Neumann (1908–1980), deutscher Pädagoge
- Gerlinde Neumann (1938–2008), deutsche Politikerin (SPD)
- Gert Neumann (* 1942), deutscher Schriftsteller
- Gisela Neumann (* 1942), deutsche Malerin und Grafikerin
- Götz Neumann, deutscher Kameramann
- Gottfried Neumann-Spallart (1915–1983), österreichischer Bühnen- und Kostümbildner
- Gottfried August Neumann-St. George (1870–1923), deutsch-schweizerischer Maler der Düsseldorfer Schule
- Gotthard Neumann (1902–1972), deutscher Prähistoriker
- Grete Neumann (1910–nach 1936), österreichische Sprinterin
- Gudrun Bröchler-Neumann (1937–2013), deutsche Malerin und Grafikerin
- Guido Neumann (1932–2009), deutscher Jurist
- Günter Neumann (Kunsthistoriker) (1912–1941), deutscher Kunsthistoriker
- Günter Neumann (Kabarettist) (1913–1972), deutscher Komponist, Autor und Kabarettist
- Günter Neumann (Philologe) (1920–2005), deutscher Philologe und Indogermanist
- Günter Neumann (Sänger) (* 1938), deutscher Sänger (Tenor)
- Günter Neumann (Agrarwissenschaftler) (* 1958), deutscher Agrarwissenschaftler
- Günther Neumann (General) (1925–1987), deutscher Generalmajor (NVA)
- Günther Neumann (* 1958), deutscher Kameramann
- Gustaf Neumann (Wirtschaftsinformatiker) (* 1958), österreichischer Wirtschaftsinformatiker
- Gustaf Adolf Neumann (1924–2013), österreichischer Verleger und Journalist
- Gustav Neumann (Politiker, 1830) (Carl Gustav Neumann; 1830–1898), deutscher Politiker, MdL Schwarzburg-Rudolstadt
- Gustav Neumann (Geograph) (1832–1885), deutscher Geograph und Lehrer
- Gustav Neumann (Architekt) (1859–1928), österreichischer Architekt
- Gustav Neumann (Politiker, 1874) (1874–nach 1926), deutscher Politiker (SPD)
- Gustav Neumann (Missionar) (1882–1955), deutscher Baumeister und Missionar
- Gustav von Neumann-Cosel (1819–1879), deutscher Generalleutnant
- Gustav von Neumann-Cosel (Offizier) (1861–1917), preußischer Generalmajor, Kommandant des Zeughauses, Flügeladjutant von Kaiser Wilhelm II.
- Gustav Richard Neumann (1838–1881), deutscher Schachspieler

### H
- H. Dieter Neumann (* 1949), deutscher Schriftsteller
- Hanna Neumann (Johanna Neumann, geborene von Caemmerer; 1914–1971), deutsch-australische Mathematikerin
- Hannah Neumann (* 1984), deutsche Friedens- und Konfliktforscherin und Politikerin (Bündnis 90/Die Grünen)
- Hannelore Neumann-Tachilzik (1939–2012), deutsche Malerin und Grafikerin
- Hannes Neumann (1939–2018), deutscher Basketballspieler und -trainer, Sportwissenschaftler
- Hanns-Peter Neumann (* 1964), deutscher Philosoph
- Hanns R. Neumann, deutscher Unternehmer
- Hans Neumann (Grafiker) (1873–1957), deutscher Grafiker
- Hans Neumann (Politiker) (1884–1930), deutscher Politiker (DDP), MdL Mecklenburg-Schwerin
- Hans Neumann (Filmschaffender) (1886–1962), deutscher Filmschaffender
- Hans Neumann (Werbegrafiker) (1888–1960), österreichischer Werbegrafiker, in Australien nannte er sich "Hans Newman"
- Hans Neumann (Gewerkschafter) (1897–1961), Schweizer Gewerkschafter und Leiter der Schweizerischen Arbeiterbildungszentrale
- Hans Neumann (Archivar) (1900–1960), deutscher Archivar und Historiker
- Hans Neumann (Germanist) (1903–1990), deutscher Germanist
- Hans Neumann (Widerstandskämpfer) (1908–1944), deutscher Widerstandskämpfer
- Hans Neumann, Alternativname von Heinz Heger (1914–1978), österreichischer Schriftsteller
- Hans Neumann (Altorientalist) (* 1953), deutscher Altorientalist
- Hans-Georg Neumann (1936–2022), deutscher Mörder
- Hans-Hendrik Neumann (1910–1994), deutscher SS-Standartenführer
- Hans-Joachim Neumann (1939–2014), deutscher Mediziner und Hochschullehrer
- Hans-Joachim Neumann (* 1952), deutscher Musiker, siehe Neumi Neumann
- Hans Jörg Neumann (* 1956), deutscher Diplomat
- Hans-Ludwig Neumann (1938–1991), deutscher Physiker
- Hans Otto Neumann (1891–1964), deutscher Gynäkologe
- Hardy Neumann Soto (* 1963), chilenischer Philosoph
- Hartmut Neumann (* 1954), deutscher Maler, Plastiker und Fotograf
- Hartmut P. H. Neumann (* 1948), deutscher Internist und Hochschullehrer
- Hartwig Neumann (1942–1992), deutscher Bauhistoriker
- Heidi Wernerus-Neumann (1947–2011), deutsche Aktivistin der Völkerverständigung
- Heidi Neumann-Wirsig (* 1950), deutsche Sozialarbeiterin
- Heike Neumann (Leichtathletin), deutsche Leichtathletin
- Heike Neumann (Autorin) (* 1960), deutsche Autorin
- Heike F. M. Neumann (* 1948), deutsche Schriftstellerin
- Heinrich Neumann (Klarinettist) (1792–1861), deutscher Klarinettist
- Heinrich Neumann (Maler) (1801–1879), deutscher Maler und Restaurator
- Heinrich Neumann (Mediziner) (1814–1884), deutscher Psychiater
- Heinrich Neumann (Bildhauer) (1906–1989), deutscher Bildhauer
- Heinrich Neumann von Héthárs (1873–1939), österreichischer Otologe
- Heinz Neumann (Politiker) (1902–1937), deutscher Politiker (KPD) und Journalist
- Heinz Neumann (Bildhauer) (1922–2000), deutscher Bildhauer
- Heinz Neumann (Heimatkundler) (1926–2020), deutscher Heimatkundler
- Heinz Neumann (Architekt) (* 1941), österreichischer Architekt
- Helene Neumann (1874–1942), deutsche Künstlerin
- Helene Reingaard Neumann (* 1987), dänische Filmschauspielerin
- Helga Neumann (1931–2022), deutsche Kunsthistorikerin
- Hellmut Neumann (1891–1979), deutscher Rechtsanwalt und Politiker (DDP, SED)
- Helmut Neumann (Widerstandskämpfer) (1921–1943), deutscher Widerstandskämpfer
- Helmut Neumann (Komponist) (* 1938), österreichischer Komponist und Musiktheoretiker
- Helmut Neumann (Fotograf) (* 1940), deutscher Fotograf und Grafikdesigner
- Helmut Neumann (Rechtsanwalt), Mitherausgeber des Blick nach Rechts
- Helmut Neumann (Mediziner) (* 1981), deutscher Internist und Gastroenterologe
- Henny Neumann-Bock (1855–1942), deutsch-jüdische Konzertsängerin und Übersetzerin
- Herbert Neumann (Landrat) (1888–1976), deutscher Verwaltungsjurist
- Herbert Neumann (Ingenieur) (1898–1973), deutscher Ingenieur
- Herbert Neumann (Wirtschaftswissenschaftler) (1921–2009), deutscher Wirtschaftswissenschaftler
- Herbert Neumann (Journalist) (1926–2021), deutscher Sportjournalist
- Herbert Neumann (Fußballspieler) (* 1953), deutscher Fußballspieler und -trainer
- Hermann Neumann (Politiker, 1820) (1820–1906), deutscher Politiker, MdL Waldeck-Pyrmont
- Hermann Neumann (Maler) (1858–1920), deutscher Maler, Grafiker und Schriftsteller
- Hermann Neumann (Politiker, 1882) (1882–1933), deutscher Politiker (SPD), MdL Hessen
- Hermann Kunibert Neumann (1808–1875), deutscher Schriftsteller
- Hermann Sigismund Neumann (1829–1880), deutscher Hofgärtner
- Hilde Neumann (1905–1959), deutsche Juristin
- Hildegard Neumann (1921–1943), deutsch-jüdisches NS-Opfer
- Hildegard Neumann (Historikerin) (1933–2009), deutsche Historikerin und SED-Funktionärin
- Holger Neumann (Designer) (* 1963), deutscher Produktdesigner und Hochschullehrer
- Holger Neumann (* 1968), deutscher Brigadegeneral
- Horst Neumann (General) (1922–???), deutscher Brigadegeneral
- Horst Neumann (Dirigent) (1934–2013), deutscher Dirigent
- Horst Neumann (Diplomat) (Horst-Heinz Neumann; * 1938), deutscher Diplomat
- Horst Neumann (Manager) (* 1949), deutscher Manager
- Horst Neumann (Fußballspieler) (* 1952), deutscher Fußballspieler
- Horst Neumann-Duesberg (1907–1990), deutscher Rechtswissenschaftler, Landgerichtsrat und Hochschullehrer
- Horst F. Neumann (* 1950), deutscher Grafiker, siehe Horst F. Neumann und Gerda M. Neumann
- Hubert Neumann (Orgelbauer) (1921–1963), mährisch-österreichischer Orgelbauer
- Hubert Neumann (Historiker) (* 1963), deutscher Historiker
- Hugo Neumann (Mediziner) (1858–1912), deutscher Pädiater
- Hugo Neumann (Jurist) (1859–1915), deutscher Jurist
- Hugo Neumann (Schriftsteller) (Pseudonyme Hugo Alphonse Revel, Hugo Alfons Revel; 1877–nach 1922), österreichischer Schriftsteller
- Hugo Neumann (Rechtsanwalt) (1882–1962), deutscher Jurist und Schriftsteller
- Hugo Neumann (Politiker) (1882–1971), deutscher Politiker (Zentrum)

### I
- Ilse Neumann (Politikerin, 1890) (1890–1972), deutsche Pädagogin und Politikerin (DNVP), MdL Preußen
- Ilse Neumann (Politikerin, II), deutsche Politikerin (DBD), MdV
- Inga Neumann (* 1962), deutsche Biologin und Hochschullehrerin
- Ingrid Neumann-Holzschuh (* 1953), deutsche Romanistin und Sprachwissenschaftlerin
- Irene Neumann (* 1947), deutsches Fotomodell
- Irene Neumann-Hartberger (* 1974), österreichische Politikerin (ÖVP)
- Irmgard Neumann (1925–1989), deutsche Politikerin (DBD)
- Isabelle von Neumann-Cosel (* 1951), deutsche Journalistin
- Isidor Neumann (1832–1906), österreichischer Dermatologe
- Israel Ber Neumann (1887–1961), deutsch-amerikanischer Kunsthändler und Verleger

### J
- Jakob Neumann (1920–2009), deutsch-rumänischer Pädagoge und Politiker
- Jamie Neumann (* 1981), US-amerikanische Schauspielerin und Musikerin
- Jens Vilela Neumann (* 1976), Theaterregisseur, Künstlerischer Leiter, Autor und Dozent
- Jirmejahu Oskar Neumann (1894–1981), tschechoslowakisch-israelischer Journalist und Schriftsteller
- Joachim Neumann (1650–1680), deutscher Pastor, Kirchenliederdichter und -komponist, siehe Joachim Neander
- Joachim Neumann (Offizier) (1916–2000), deutscher Offizier
- Joachim Neumann (Betriebswirt) (* 1930), deutscher Betriebswirt und Hochschullehrer
- Joachim Neumann (Fluchthelfer) (* 1939), deutscher Fluchthelfer
- Joachim Neumann (Schachspieler) (* 1943), deutscher Schachspieler
- Jochen Neumann (* 1936), deutscher Psychiater
- Johan Jens Neumann (1860–1940), dänischer (Marine-)Maler
- Johann Neumann (Fußballspieler), österreichischer Fußballspieler
- Johann Neumann (Politiker) (1929–2013), österreichischer Politiker (ÖVP), Abgeordneter zum Nationalrat
- Johann Balthasar Neumann (1687–1753), deutscher Baumeister, siehe Balthasar Neumann
- Johann Friedrich Wilhelm von Neumann (1699–1768), deutscher Rechtswissenschaftler
- Johann Georg Neumann (1661–1709), deutscher Theologe und Kirchenhistoriker
- Johann Georg Neumann (Politiker) (1813–1882), deutscher Politiker, Mitglied der Frankfurter Nationalversammlung
- Johann Gotthelf Neumann (1777–1831), deutscher Archidiakon
- Johann Heinrich Neumann (Unternehmer) (1769–??), deutscher Tabakfabrikant
- Johann Heinrich Neumann (Numismatiker), deutscher Numismatiker
- Johann Jakob Adalbert Neumann (1855–1920), österreichischer Arzt
- Johann Jakob Nathanael Neumann (1750–1803), deutscher Theologe und Philosoph
- Johann Leopold Neumann (auch Leopold Neumann; 1745–1813), deutscher Schriftsteller, Komponist und Übersetzer
- Johann Martin Andreas Neumann (1865–1928), deutscher Richter und Politiker, Bürgermeister in Lübeck
- Johann Nepomuk Neumann (1811–1860), österreichisch-amerikanischer Geistlicher, Bischof von Philadelphia
- Johann Philipp Neumann (1774–1849), österreichischer Physiker, Bibliothekar und Dichter
- Johann Wilhelm Neumann (1797–1870), deutscher Jurist, Politiker und Historiker
- Johanna Neumann (1787–1863), deutsche Schriftstellerin
- Johannes Neumann (Politiker, 1817) (1817–1886), deutscher Gutsbesitzer und Politiker (NLP), MdR
- Johannes Neumann (Politiker, 1867) (1867–1936), deutscher Lehrer und Politiker, MdL Mecklenburg-Strelitz
- Johannes Neumann, Pseudonym von  Johannes Nowara (1898–??), deutscher Politiker (NSDAP, CDU), Bürgermeister von Bärn, Sucha und Gießen
- Johannes Neumann (Politiker, 1918) (1918–2012), deutscher Politiker (SPD), MdHB
- Johannes Neumann (Wirtschaftswissenschaftler) (1922–nach 1987), deutscher Wirtschaftswissenschaftler
- Johannes Neumann (Kirchenrechtler) (1929–2013), deutscher Soziologe, Theologe und Kirchenrechtler
- Johannes Neumann (Schwimmer) (* 1985), deutscher Schwimmer
- John von Neumann (1903–1957), ungarisch-US-amerikanischer Mathematiker und Informatiker
- Johnny Neumann (1950–2019), US-amerikanischer Basketballspieler und -trainer
- Jörg Neumann (* 1941), deutscher Leichtathlet
- Jorge Neumann (* 1957), chilenischer Fußballspieler
- Josef Neumann (Politiker, 1852) (1852–1915), böhmisch-österreichischer Politiker, Reichsratsabgeordneter
- Josef Neumann (Geistlicher) (1856–1912), deutscher Geistlicher
- Josef Neumann (Kupferstecher) (1860–1931), deutscher Kupferstecher und Radierer
- Josef Neumann (Politiker, 1883) (1883–1945), deutscher Volkswirt und Politiker (DVP), MdL Preußen
- Josef Neumann (Leichtathlet) (1911–1994), Schweizer Speerwerfer und Zehnkämpfer
- Josef Neumann (Medizinhistoriker) (* 1945), deutscher Medizinhistoriker
- Josef Neumann (Politiker, 1960) (* 1960), deutscher Politiker (SPD), MdL Nordrhein-Westfalen
- Josef H. Neumann (* 1953), deutscher Fotodesigner
- Josef N. Neumann (* 1945), deutscher Mediziner
- Joseph Neumann (Missionar) (1648–1732), böhmischer Jesuit, Missionar in Mexiko
- Joseph Neumann (Numismatiker) (1815–1878), böhmischer Richter und Numismatiker
- Josephina Neumann (* 2010), deutsche Tischtennisspielerin
- Josias Neumann (1782–1855), deutscher Rechtslehrer
- Judit Neumann (* 1976), deutsche Juristin und Richterin am Bundessozialgericht
- Judith Neumann (* 1989), deutsche Schauspielerin
- Julius Neumann (Schauspieler) (1827–1911), deutscher Schauspieler
- Julius Neumann (Verleger) (1844–1928), deutscher Verleger und Mäzen
- Julius Neumann (Textilfabrikant) (1870–1955), deutscher Textilfabrikant
- Julius Neumann von Spallart (1831–1896), österreichischer General
- Julius Joseph Neumann (1836–1895), katholischer Geistlicher und Mitglied des Deutschen Reichstags
- Jürgen Neumann (1941–2002), deutscher Fußballspieler
- Jurij Neumann (* 1968), deutscher Regisseur
- Justin Neumann (* 1998), deutscher Fußballspieler
- Justus Neumann (* 1947), Schauspieler und Theatermacher aus Wien, der in Tasmanien lebt
- Jutta Neumann (Leichtathletin) (geb. Jutta Krüger; * 1932), deutsche Leichtathletin
- Jutta Neumann (Filmeditorin), deutsche Filmeditorin

### K
- K. T. Neumann (Kurt Toni Neumann; 1919–2012), deutscher Metallbildhauer
- Karen Neumann, Ehename von Karen Stechmann (* 1971), deutsche Badmintonspielerin
- Karl Neumann (Astronom) (1839–1887), deutsch-baltisch-russischer Astronom und Forschungsreisender
- Karl Neumann (Widerstandskämpfer) (1875–1940), österreichischer Sattler und Widerstandskämpfer gegen das NS-Regime
- Karl Neumann (Schriftsteller, 1878) (1878–1935), deutscher Schriftsteller, Pseudonym Max Dortu
- Karl Neumann (Offizier) (1887–1979), deutscher Marineoffizier
- Karl Neumann (Mediziner) (1890–1944), österreichischer Arzt, Opfer des NS-Regimes
- Karl Neumann (Schriftsteller, 1916) (1916–1985), deutscher Schriftsteller
- Karl Neumann (Pädagoge) (* 1939), deutscher Pädagoge und Hochschullehrer
- Karl Neumann-Strela (1838–1920), deutscher Buchhändler, Journalist und Schriftsteller
- Karl August Neumann (Chemiker) (1771–1866), deutscher Chemiker und Unternehmer
- Karl August Neumann (Sänger) (1892–1947), deutscher Sänger (Bariton) und Opernregisseur
- Karl Eugen Neumann (1865–1915), österreichischer Indologe und Übersetzer
- Karl Georg Neumann (1774–1850), deutscher Arzt und Psychiater
- Karl Hans Neumann (1922–1993), deutscher Architekt
- Karl Heinrich Neumann (1778–1818), deutscher Prediger und Schulmann
- Karl-Hermann Neumann (1936–2009), deutscher Agrarwissenschaftler und Biochemiker
- Karl Johannes Neumann (1857–1917), deutscher Althistoriker
- Karl-Thomas Neumann (* 1961), deutscher Manager
- Karl-Ulrich Neumann-Neurode (1876–1958), deutscher Generalleutnant
- Karl Walter Neumann (Kawa; 1950–2006), deutscher Maler, Grafiker und Musiker
- Karsten Neumann (Künstler) (* 1963), deutscher Konzept- und Performancekünstler
- Karsten Neumann (Politiker) (* 1966), deutscher Politiker
- Karsten Neumann (Richter) (* 1971), deutscher Jurist, Richter am Bundesarbeitsgericht
- Kaspar Neumann (1648–1715), deutscher Pfarrer und Dichter, siehe Caspar Neumann (Theologe)
- Kaspar Neumann (1683–1737), deutscher Chemiker und Apotheker, siehe Caspar Neumann (Chemiker)
- Käthe Neumann (1903–1989), deutsche Orientalistin, Indologin und Religionswissenschaftlerin
- Klaus Neumann (1932–1944), österreichisches NS-Opfer, siehe Karl Neumann (Mediziner)
- Klaus Neumann (Leichtathlet) (* 1942), deutscher Dreispringer
- Klaus Neumann (Schauspieler) (* 1962), deutscher Schauspieler
- Klaus Neumann-Braun (* 1952), deutscher Soziologe und Kommunikationswissenschaftler
- Klaus Günter Neumann (1920–1995), deutscher Komponist, Arrangeur und Kabarettist
- Katrin Neumann (* 1961), deutsche Ärztin
- Klara Dan von Neumann (1911–1963), ungarisch-amerikanische Informatikerin und Programmiererin
- Klemens Neumann (1873–1928), deutscher Theologe und Pädagoge
- Kurt Neumann (Motorenbauer) (1879–1953), deutscher Motorenbauer
- Kurt Neumann (Schauspieler) (1902–1984), österreichisch-amerikanischer Redakteur, Schauspieler und Drehbuchautor
- Kurt Neumann (Regisseur) (1908–1958), deutsch-amerikanischer Filmregisseur
- Kurt Neumann (Fußballspieler) (1923–2014), deutscher Fußballspieler
- Kurt Neumann (Politiker, Juni 1924) (1924–2008), deutscher Politiker (SPD), Mitglied des Berliner Abgeordnetenhauses (MdA)
- Kurt Neumann (Politiker, September 1924) (1924–2001), deutscher Politiker (CDU), Mitglied des Berliner Abgeordnetenhauses (MdA)
- Kurt Neumann (Politiker, 1927) (1927–2018), deutscher Politiker (SPD), MdL Rheinland-Pfalz
- Kurt Neumann (Politiker, 1945) (1945–2021), deutscher Jurist und Politiker (SPD u. a.), MdB
- Kurt Neumann (Schachspieler) (* 1947), deutscher Schachspieler
- Kurt Neumann (Literaturkritiker) (* 1950), österreichischer Literaturkritiker
- Kurt Neumann-Kleinpaul (1882–1958), deutscher Veterinärmediziner und Hochschullehrer
- Kurt Toni Neumann, bekannt als K. T. Neumann (1919–2012), deutscher Metallbildhauer

### L
- Lara Neumann (* 1990), deutsche Politikerin (Volt)
- Laura Katharina Sophia Neumann (* 1985), deutsche Rechtswissenschaftlerin und Hochschullehrerin
- Lena Neumann (1903–1971), deutsche Filmeditorin
- Leopold Neumann (1745–1813), deutscher Schriftsteller, Komponist und Übersetzer, siehe Johann Leopold Neumann
- Leopold Neumann (Ingenieur) (Leopold von Baehr; 1793–1893), deutscher Ingenieur und Geograph
- Leopold von Neumann (1811–1888), österreichischer Rechtswissenschaftler und Hochschullehrer
- Leopold Neumann (Politiker, 1831) (1831–1895), deutscher Politiker (Zentrum), MdL Baden
- Leopold Neumann (Politiker, 1869) (1869–1959), deutscher Unternehmer und Politiker (DDP), MdL Baden
- Leopold Theodor Neumann (1804–1876), österreichischer Lithograf, Kunst- und Musikalienhändler, Verleger und Politiker
- Linus Neumann (* 1983), deutscher Podcaster
- Liselotte Neumann (* 1966), schwedische Golferin
- Lonny Neumann (* 1934), deutsche Schriftstellerin
- Lothar Neumann (Architekt) (1891–1963), deutscher Architekt und Baubeamter
- Lothar Neumann (Fußballspieler) (1930–2020), deutscher Fußballspieler
- Lothar Neumann (Maler) (* 1958), deutscher Maler und Grafiker
- Lothar F. Neumann (* 1935), deutscher Sozialwissenschaftler
- Lotte Neumann (1896–1977), deutsche Schauspielerin und Drehbuchautorin
- Louis Georges Neumann (1846–1930), französischer Parasitologe
- Ludwig Neumann (Geograph) (1854–1925), deutscher Geograph und Präsident des badischen Schwarzwaldvereins
- Ludwig Gottfried Neumann (1813–1865), österreichischer Beamter und Schriftsteller
- Ludwig Wilhelm Neumann (1762–1847), deutscher Jurist
- Luise Neumann (1818–1905), deutsche Schauspielerin
- Luise Neumann (Malerin) (1837–1934), deutsche Malerin
- Lutz Neumann-Lysloff (* 1945), österreichischer Numismatiker
- Lydia Neumann (* 1986), deutsche Fußballspielerin

### M
- Malte Neumann (* 1968), deutscher Musiker
- Manfred Neumann (Wirtschaftswissenschaftler, 1933) (1933–2016), deutscher Wirtschaftswissenschaftler und Hochschullehrer (Nürnberg-Erlangen)
- Manfred Neumann (Maler) (* 1938), deutscher Maler
- Manfred Neumann (Politiker) (* 1940), deutscher Politiker (SPD), MdA Berlin
- Manfred Neumann (Leichtathlet), deutscher Leichtathlet
- Manfred J. M. Neumann (1940–2016), deutscher Wirtschaftswissenschaftler und Hochschullehrer (Bonn)
- Manuel Neumann (* 1986), deutscher Eishockeyspieler
- Marcel Neumann (* 1988), deutscher Eishockeyspieler
- Marco Neumann (* 1988), deutscher Ruderer
- Margarete Neumann (1912–1946), österreichische Sprinterin, siehe Grete Neumann
- Margarete Neumann (Schriftstellerin) (1917–2002), deutsche Schriftstellerin und Lyrikerin
- Margarete Buber-Neumann (1901–1989), deutsche Publizistin
- Maria Hiszpańska-Neumann (1917–1980), polnische Malerin und Grafikerin
- Maria Neumann (Politikerin) (* 1970), österreichische Politikerin (ÖVP)
- Marianne Neumann (* 1987), deutsche Sängerin
- Marina von Neumann Whitman (1935–2025), US-amerikanische Wirtschaftswissenschaftlerin und -Managerin
- Mario Neumann (Fußballspieler) (* 1966), deutscher Fußballtorhüter
- Mario Neumann (Schauspieler) (* 1988), deutscher Schauspieler
- Mark Neumann (* 1954), US-amerikanischer Politiker
- Marko Neumann (* 1987), deutscher Pokerspieler
- Markus Neumann (* 1975), deutscher Radiomoderator, Redakteur und Schauspieler
- Martin Neumann (Politiker, 1760) (1760–1820), deutscher Politiker, MdL Nassau
- Martin Neumann (Politiker, 1865) (1865–1930), deutscher Politiker (SPD), MdL Preußen
- Martin Neumann (Politiker, 1956) (* 1956), deutscher Politiker (FDP), MdB
- Martin H. Neumann (* 1961), deutscher Romanist
- Martin R. Neumann (* 1956), deutscher Filmregisseur und Produzent
- Marvin Neumann (* 1993), deutscher Politiker
- Mathias Neumann (Regisseur) (1920–1977), deutscher Hörspielregisseur
- Mathias Neumann (Kameramann) (* 1965), deutscher Kameramann
- Mathias Neumann, bekannt als Tikwa (vormals auch Kalif), deutscher Comicautor
- Mathieu Neumann (1867–1928), deutscher Komponist, Organist, Dirigent und Chorleiter
- Matt Neumann (* 1989), kanadischer Biathlet
- Matthias Neumann (Fotograf, 1944) (1944–2008), deutscher Fotograf
- Matthias Neumann (Fotograf, 1960) (* 1960), deutscher Fotograf
- Matthias Neumann (Organist) (* 1984), deutscher Organist
- Max Neumann (Maler, 1885) (1885–1973), deutscher Maler und Illustrator
- Max Neumann (Musiker) (1894–1960), deutscher Dirigent, Chorleiter, Komponist und Konzertagent,  Überlebender des NS-Zeit
- Max Neumann (1897–1984), britischer Mathematiker und Kryptologe, siehe Max Newman
- Max Neumann (Maler, 1949) (* 1949), deutscher Maler
- Max Neumann (Bobfahrer) (* 1995), deutscher Bobfahrer
- Max Neumann (Triathlet) (* 1995), australischer Triathlet
- Max Haber Neumann (1942–2024), paraguayischer Diplomat
- Max Paul Neumann (1874–1937), deutscher Agrarwissenschaftler
- Maximilian von Neumann (1777/80–1846), österreichischer Generalmajor
- Meta Elste-Neumann (1919–2010), US-amerikanische Turnerin, siehe Meta Elste
- Michael Neumann (Mediziner) (1945–1999), österreichischer Mediziner und Standespolitiker
- Michael Neumann (Philosoph) (* 1946), deutsch-britischer Philosoph und Hochschullehrer
- Michael Neumann (Mathematiker) (* 1950), deutscher Mathematiker
- Michael Neumann (Literaturwissenschaftler, 1951) (* 1951), deutscher Literaturwissenschaftler und Hochschullehrer
- Michael Neumann (Politiker) (* 1970), deutscher Politiker (SPD)
- Michael Neumann (Literaturwissenschaftler, 1975) (* 1975), deutscher Literaturwissenschaftler
- Michael Neumann-Adrian (* 1933), deutscher Reiseschriftsteller
- Michael R. Neumann (* um 1939), deutscher Unternehmer und Manager, siehe Neumann Kaffee Gruppe
- Monika Neumann (Komponistin) (* 1961), deutsche Komponistin
- Monika Neumann (Tischtennisspielerin) (* 1976), deutsche Tischtennisspielerin
- Monika Dethier-Neumann (* 1960), belgische Innenarchitektin und Politikerin (Ecolo)
- Moritz Neumann (Politiker) (1948–2016), deutscher Journalist, Politiker (SPD) und Verbandsfunktionär
- Moritz Neumann (Fußballspieler) (* 2005), österreichischer Fußballspieler

### N
- Nelli Neumann (1886–1942), deutsche Mathematikerin und Pädagogin
- Neumi Neumann (* 1952), deutscher Musiker

### O
- Odmar Neumann (1942–2013), deutscher Psychologe und Hochschullehrer
- Olaf Neumann (Mathematiker) (1938–2017), deutscher Mathematiker und Mathematikhistoriker
- Olaf Neumann (* 1969), deutscher Grafikdesigner und Briefmarkenkünstler, siehe Klein und Neumann KommunikationsDesign
- Oliver Neumann (* 1976), deutscher Filmproduzent und -editor
- Oscar Neumann (1867–1946), deutscher Ornithologe
- Oskar Neumann (Architekt) (1870–1951), österreichischer Architekt
- Oskar Neumann (1894–1981), tschechoslowakisch-israelischer Journalist und Schriftsteller, siehe Jirmejahu Oskar Neumann
- Oskar Neumann (Publizist) (1917–1993), deutscher Journalist, Publizist und Politiker (KPD)
- Oswald Neumann (1751–1801), böhmischer Geistlicher, Abt von Hohenfurt
- Otto Neumann (Jurist) (1884–1969), deutscher Jurist und Militärrichter
- Otto Neumann (Sänger) (1891–1956), österreichischer Sänger
- Otto Neumann (Maler) (1895–1975), deutscher Maler und Grafiker
- Otto Neumann (Leichtathlet) (1902–1990), deutscher Leichtathlet
- Otto Neumann-Hofer (Pseudonym Otto Gilbert; 1857–1941), deutscher Schriftsteller, Redakteur und Theaterdirektor

### P
- Patricia Neumann, österreichische Managerin
- Patrick Neumann (* 1980), deutscher Fußballspieler
- Paul Neumann (Schauspieler) (1858–nach 1915), deutscher Schauspieler
- Paul Neumann (Bauingenieur) (1858–1921), österreichischer Bauingenieur und Hochschullehrer
- Paul Neumann (Politiker, 1865) (1865–1923), deutscher Politiker (SPD), Bürgermeister von Nowawes
- Paul Neumann (Maler) (Paul Neumann-Karlsberg; 1868–nach 1948), deutscher Maler, Zeichner und Illustrator
- Paul Neumann (Schwimmer) (1875–1932), österreichischer Schwimmer
- Paul Neumann (1879–1934), deutscher Schriftsteller und Redakteur, siehe Paul Martell
- Paul Neumann (Politiker, 1880) (1880–1961), deutscher Politiker (SPD), MdHB
- Paul Neumann (Archivar) (1880–1869), deutscher Archivar
- Paul Neumann (Politiker, 1888) (1888–??), deutscher Politiker (KPD), MdL Preußen
- Paul Neumann (Politiker, 1929) (1929–2015), deutscher Politiker (SPD), MdB
- Paul Neumann (Geistlicher) (1934–2012), deutscher Priester
- Paul Neumann (Übersetzer) (* 1943), deutscher Übersetzer
- Paul Neumann, deutscher Musikproduzent, siehe Paul NZA
- Peter Neumann (Materialwissenschaftler) (* 1939), deutscher Materialwissenschaftler
- Peter Neumann (Mathematiker) (1940–2020), britischer Mathematiker
- Peter Neumann (Kirchenmusiker) (* 1940), deutscher Kirchenmusiker
- Peter Neumann (Automatisierungstechniker) (1941–2023), deutscher Ingenieur und Hochschullehrer
- Peter Neumann (Politiker) (* 1944), österreichischer Politiker (ÖVP), Wiener Landtagsabgeordneter
- Peter Neumann (Eishockeyspieler) (* 1947), deutscher Eishockeyspieler
- Peter Neumann (Rennfahrer) (* 1948), deutscher Motorradrennfahrer
- Peter Neumann (Fußballspieler, 1955) (* 1955), deutscher Fußballspieler
- Peter Neumann (Filmschaffender) (* 1956), Schweizer Filmjournalist, Autor und Produzent
- Peter Neumann (Basketballfunktionär) (1957–2022), deutscher Basketballfunktionär
- Peter Neumann (Medienmanager) (* 1967), deutscher Journalist und Medienmanager
- Peter Neumann (Bienenforscher) (* 1967), deutscher Zoologe, Bienenforscher und Hochschullehrer
- Peter Neumann (Autor) (* 1987), deutscher Lyriker, Schriftsteller und Philosoph
- Peter von Neumann-Cosel (* 1954), deutscher Physiker und Hochschullehrer
- Peter Neumann-Mahlkau (* 1934), deutscher Geologe und Hochschullehrer
- Peter Dietmar Neumann, siehe Peter Neumann (Materialwissenschaftler)
- Peter Horst Neumann (1936–2009), deutscher Literaturwissenschaftler, Hochschullehrer, Lyriker und Essayist
- Peter R. Neumann (* 1974), deutscher Politikwissenschaftler
- Pierre Neumann (* 1951), Schweizer Grafikdesigner, Fotograf, Buchgestalter, Plakatkünstler und Kunstlehrer
- Phil Neumann (* 1997), deutscher Fußballspieler
- Philipp von Neumann (1781–1851), österreichischer Diplomat
- Philipp Neumann (Basketballspieler) (* 1992), deutscher Basketballspieler
- Philipp J. Neumann (* 1977), deutscher Regisseur

### R
- Rainer Neumann (Politiker) (* 1949), deutscher Politiker (CDU)
- Rainer Neumann (Volkswirt) (1984–1991), deutscher Wirtschaftsmanager, Geschäftsführer der Wirtschaftsjunioren Deutschland
- Rainer Neumann (Manager) (* 1951), deutscher Mathematiker und Manager
- Rainer Neumann (Intendant) (* 1957), deutscher Intendant
- Reinhold Neumann-Hoditz (1926–1999), deutscher Slawist
- Renate Neumann (* 1940), deutsche Bildhauerin und Zeichnerin
- Renate Neumann (Schriftstellerin) (1954–1994), deutsche Schriftstellerin und Journalistin
- Ria Neumann (* 1941), deutsche Schriftstellerin
- Ricardo-Horacio Neumann (1946–2008), argentinischer Fußballspieler
- Richard Neumann (Bildhauer) (Richard Gustav Neumann; 1848–1930), deutscher Bildhauer
- Richard Neumann (Jurist) (1878–1955), deutscher Jurist
- Richard Neumann (Sammler) (1879–1961), österreichischer Kunstsammler
- Richard Neumann (Dirigent) (1891–1979), Schweizer Dirigent und Komponist
- Robert Neumann (Mediziner, 1882) (1882–1958), Zahnmediziner
- Robert von Neumann (1888–1976), deutschamerikanischer Maler
- Robert Neumann (Schriftsteller) (1897–1975), österreichisch-britischer Schriftsteller und Publizist
- Robert Neumann (Mediziner, 1902) (1902–1962), deutscher Pathologe und KZ-Arzt
- Robert Neumann (Wirtschaftswissenschaftler) (* 1964), österreichischer Wirtschaftswissenschaftler
- Robert Neumann (Badminton) (* 1967), deutscher Badmintonspieler
- Robert Neumann (Pianist) (* 2001), deutscher Pianist
- Robert Neumann-Ettenreich (1857–1926), österreichischer Jurist und Richter
- Robert G. Neumann (1916–1999), US-amerikanischer Politikwissenschaftler und Diplomat
- Roger Neumann (1941–2018), US-amerikanischer Jazzmusiker
- Rolf Neumann (* 1947), deutscher Wirtschaftsmanager
- Ronnith Neumann (Pseudonym Ronnith Bat Zeëv; * 1948), deutsche Schriftstellerin und Fotografin
- Rudolf Neumann (Unternehmer) (1862–1907), böhmischer Jurist und Textilfabrikant
- Rudolf Neumann (Widerstandskämpfer) (1908–1999), deutscher Widerstandskämpfer
- Rudolf von Neumann-Cosel (1822–1888), deutscher Generalmajor
- Rudolf Otto Neumann (1868–1952), deutscher Hygieniker
- Rudolf Sylvius Neumann (1805–1881), deutscher General

### S
- Salomon Neumann (1819–1908), deutscher Arzt und Statistiker
- Samuel Traugott Neumann (1759–1831), deutscher Rechtswissenschaftler und Politiker, Bürgermeister von Görlitz
- Sandra Neumann (* 1980), deutsche Leichtathletin
- Sandra Neumann (Pädagogin), deutsche Pädagogin
- Sebastian Neumann (* 1991), deutscher Fußballspieler
- Siegfried Neumann (Historiker) (1929–2020), deutscher Historiker und Museumsleiter
- Siegfried Neumann (Volkskundler) (1934–2025), deutscher Volkskundler und Germanist
- Siegmund Neumann (1907–1960), deutscher Parteifunktionär (KPD)
- Sigmund Neumann (1904–1962), deutscher Politikwissenschaftler
- Stanislav Neumann (Politiker) (1826–1880), tschechischer Jurist und Politiker, Mitglied des Österreichischen Abgeordnetenhauses
- Stanislav Neumann (Schauspieler) (1902–1975), tschechischer Schauspieler
- Stanislav Kostka Neumann (1875–1947), tschechischer Dichter
- Stefan Neumann (* 1966), Brigadegeneral der Luftwaffe der Bundeswehr
- Susanne Neumann (1959–2019), deutsche Gewerkschafterin und Autorin
- Sven-Gösta Neumann (1909–1985), schwedischer Romanist

### T
- Thalia Neumann (* 1999), deutsche Schauspielerin
- Theodor Neumann (Politiker) (1783–1867), Verwaltungsjurist und Abgeordneter im Fürstentum Waldeck
- Theodor Neumann (1823–1856), deutscher Heimatforscher und Zeitschriftenherausgeber
- Theodor Neumann (Musiker) (?–1884), deutscher Violinist
- Therese Neumann (1829–1892), deutsche Theaterschauspielerin, siehe Therese Gelbke
- Therese Neumann (Resl von Konnersreuth; 1898–1962), deutsche Magd und Mystikerin
- Thomas Neumann (Soziologe) (1937–2002), deutscher Soziologe und Publizist
- Thomas Neumann (Schauspieler) (* 1946), deutscher Schauspieler
- Thomas Neumann (Leichtathlet), deutscher Leichtathlet, Hammerwerfer
- Thomas Neumann (Künstler) (* 1975), deutscher Künstler
- Thomas Neumann (Informatiker) (* 1977), deutscher Informatiker und Hochschullehrer
- Thomas Neumann (Rennfahrer) (* 1988), deutscher Kart- und Automobilrennfahrer
- Thorsten Neumann (* 1955), deutscher Fußballspieler
- Till Neumann (* 1983), deutscher Musiker, siehe Zweierpasch
- Tobi Neumann (Tobias Neumann; * 1965), deutscher Musiker
- Tobias Neumann (Synchronautor) (* 1980), deutscher Synchronautor
- Tobias Neumann (Volleyballspieler) (* 1988), deutscher Volleyballspieler
- Toni Neumann (* 1970er Jahre) deutscher Koch
- Torben Neumann (* 1991), deutscher Ruderer

### U
- Udo Neumann (* 1963), deutscher Sportkletterer und Autor
- Ulfrid Neumann (* 1947), deutscher Rechtswissenschaftler
- Ulrich Neumann (Manager) (1903–1977), deutscher Ingenieur und Manager
- Ulrich Neumann (Filmemacher) (* 1954), deutscher Fernsehjournalist, Filmemacher und Autor
- Ulrik Neumann (1918–1994), dänischer Gitarrist, Sänger und Komponist
- Ulrike Neumann (* 1945), deutsche Politikerin (SPD), MdA
- Ursula Neumann (* 1949), deutsche Erziehungswissenschaftlerin
- Uwe Neumann (Schwimmtrainer) (1943/1944–2025), deutscher Schwimmtrainer
- Uwe Neumann (Literaturwissenschaftler) (* 1958), deutscher Literaturwissenschaftler
- Uwe Neumann (Wirtschaftsgeograph) (* 1959), deutscher Wirtschaftsgeograph
- Uwe Neumann (Altphilologe) (* 1964), deutscher Altphilologe

### V
- Vanessa Neumann (* 1990), deutsche Rennfahrerin und Influencerin
- Václav Neumann (1920–1995), tschechischer Dirigent
- Veit Neumann (* 1969), deutscher katholischer Theologe
- Věroslav Neumann (1931–2006), tschechischer Komponist und Musikpädagoge
- Viktor Neumann (Jurist) (1868–1922), deutscher Jurist, Ministerialbeamter und Landtagsabgeordneter
- Viktor Neumann (* 1958), deutscher Schauspieler und Synchronsprecher
- Viola Neumann (* 1974), deutsche Schauspielerin
- Volker Neumann (Politiker) (* 1942), deutscher Politiker und Notar
- Volker Neumann (Manager) (1942–2025), deutscher Verlagsmanager
- Volker Neumann (Rechtswissenschaftler) (* 1947), deutscher Staatsrechtler

### W
- Walek Neumann (* 1940), deutscher Freilichtmaler und Holzschneider
- Walter Neumann (Politiker) (1891–1968), deutscher Jurist und Politiker (DDP, FDP)
- Walter Neumann (Fabrikant) (1892–1948), deutscher Fabrikant
- Walter Neumann (Schauspieler), deutscher Schauspieler
- Walter Neumann (Widerstandskämpfer) (1905–1979), deutscher Widerstandskämpfer und Polizeibeamter
- Walter Neumann (Schriftsteller) (1926–2022), deutscher Schriftsteller
- Walter Neumann (Diplomat) (* 1941), deutscher Diplomat
- Walter Neumann-Silkow (1894–1941), deutscher General
- Walter David Neumann (1946–2024), britischer Mathematiker
- Walter G. Neumann (* 1947), deutscher Philosoph und Sozialwissenschaftler
- Walther Neumann (1888–1951), deutscher Historiker und Gymnasialleiter
- Waltraud Maria Neumann (* 1935), deutsche Philosophin
- Werner Neumann (Musikwissenschaftler) (1905–1991), deutscher Musikwissenschaftler und Bachforscher
- Werner Neumann (Linguist) (1931–2015), deutscher Linguist
- Werner Neumann (Richter) (* 1953), deutscher Jurist und Richter
- Werner Neumann (Jazzmusiker) (* 1964), deutscher Jazzgitarrist und Musikpädagoge
- Werner W. Neumann (1916–2003), deutscher Architekt und Maler
- Wenzel Xaver Neumann von Puchholz (1670–1743), deutscher Jurist und Hochschullehrer
- Wiebke Neumann (* 1986), deutsche Politikerin (SPD)
- Wilhelm Neumann (Schriftsteller) (1781–1834), deutscher Schriftsteller
- Wilhelm von Neumann (1823–1899), deutscher Rittergutsbesitzer, Diplomat und Politiker, MdR
- Wilhelm Neumann (Verleger) († 1902), deutscher Drucker und Verlagsgründer
- Wilhelm Neumann (Architekt, 1826) (1826–1907), deutscher Architekt und Baubeamter
- Wilhelm Neumann (Architekt, 1849) (1849–1919), deutsch-baltischer Architekt und Kunsthistoriker
- Wilhelm Neumann (Mediziner, 1877) (1877–1944), österreichischer Mediziner
- Wilhelm Neumann (Politiker, II), deutscher Politiker (DNVP), MdL Preußen
- Wilhelm Neumann (Gewerkschafter) (1891–1963), deutscher Gewerkschafter und Politiker, MdV
- Wilhelm Neumann (Mediziner, 1898) (1898–1965), deutscher Toxikologe
- Wilhelm Neumann (Bauingenieur) (1904–1996), deutscher Bauingenieur
- Wilhelm Neumann (Historiker) (1915–2009), österreichischer Historiker
- Wilhelm Neumann (Chemiker) (1926–1993), deutscher Chemiker und Hochschullehrer
- Wilhelm Neumann (Agrarwissenschaftler) (1929–2022), deutscher Agrarwissenschaftler
- Wilhelm Neumann-Torborg (1856–1917), deutscher Bildhauer
- Wilhelm Neumann-Walter (1873–1926), österreichischer Politiker (DnP), Abgeordneter zum Nationalrat
- Wilhelm Anton Neumann (1837–1919), österreichischer Theologe
- Willi Neumann (1885–1964), Lokführer (Widerstand bei der Reichsbahn in Königsberg (Pr) ab 1933)
- Willy Neumann (1914–1978), deutscher Politiker (DP, CDU), MdBB
- Winfried Neumann (* 1942), deutscher Sprachpädagoge und Politiker
- Wladimir Abramowitsch Neumann (1889–1938), sowjetischer Geheimdienstoffizier, siehe Nikolski (Geheimdienstoffizier)
- Wolfgang Neumann (Fußballspieler) (1936–1996), deutscher Fußballspieler
- Wolfgang Neumann (Kristallograph) (* 1944), deutscher Kristallograph
- Wolfgang Neumann (Journalist) (* 1944/1945), deutscher Hörfunk-Redakteur und Fernsehjournalist
- Wolfgang Neumann (Sänger) (* 1945), deutscher Sänger
- Wolfgang Neumann (Künstler) (* 1977), deutscher Künstler
- Wolfgang Neumann (Energieberater) (* 1956), Österreichischer Veranstalter der Energiesparmesse Wels und Organisator des Energy Globe Award
- Wolfgang Neumann-Bechstein, deutscher Autor, Regisseur und Medienwissenschaftler
- Wolfgang M. Neumann (* vor 1963), deutscher Filmkomponist und Drehbuchautor
- Wolfram Neumann (* 1943), deutscher Arzt und Hochschullehrer
- Wyatt Neumann (1972–2015), US-amerikanischer Fotograf

## Fiktive Figuren
- Alfred E. Neumann, fiktive Figur aus der Satirezeitschrift MAD-Magazin
- Neumann 2x klingeln, Hörspielserie des DDR-Rundfunks
- Familie Neumann, DDR-Fernsehserie, die auf dem Hörspiel basiert
- Sanitätsgefreiter Neumann, fiktive Militärperson

## Sonstiges
- Braun-Neumann, Künstlersignatur von August Braun (Kirchenmaler) im Atelier Ernst Neumann von Ernst Neumann-Neander
- Hans-Ludwig-Neumann-Sternwarte in Glashütten (Taunus)